# Amata dichotomoides
Amata dichotomoides är en fjärilsart som beskrevs av Obraztsov 1966. Amata dichotomoides ingår i släktet Amata och familjen björnspinnare. Inga underarter finns listade i Catalogue of Life.